# 奥赖松
奥赖松（法語：Oraison，法語發音：[ɔʁɛzɔ̃] ⓘ）是法国上普罗旺斯阿尔卑斯省的一个市镇，位于该省西南部，迪朗斯河左岸，是这一地区的中心城市之一，属于迪涅莱班区。

## 地理
奥赖松（43°55'2"N, 5°55'7"E）面积38.42 平方千米，位于法国普罗旺斯-阿尔卑斯-蓝色海岸大区上普罗旺斯阿尔卑斯省，该省份为法国东南部内陆省份，北起上阿尔卑斯省，西接沃克吕兹省，西北接德龙省，南至瓦尔省，东临滨海阿尔卑斯省，东北部与意大利接壤。
与奥赖松接壤的市镇（或旧市镇、城区）包括：拉布里亚讷、勒卡斯泰莱、吕尔、萊梅、瓦朗索勒、维勒讷沃。
奥赖松的时区为UTC+01:00、UTC+02:00（夏令时）。

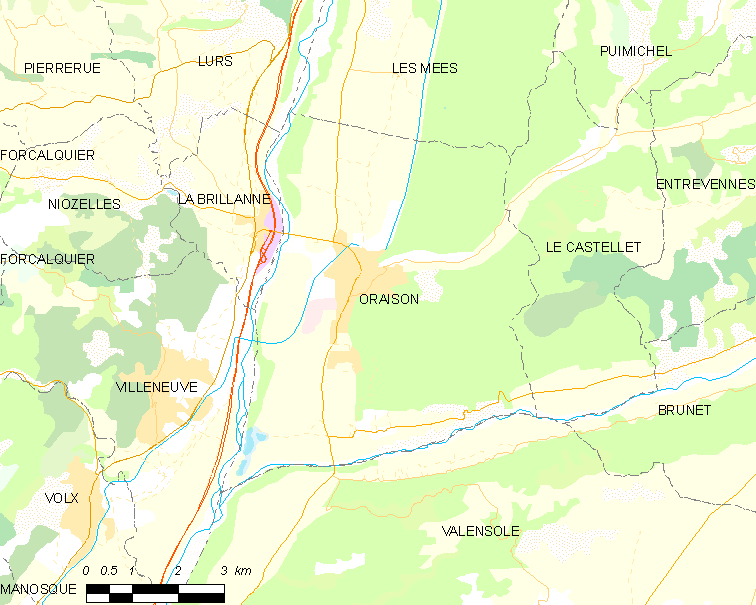
奥赖松的OSM定位图

## 行政
奥赖松的邮政编码为04700，INSEE市镇编码为04143。

## 政治
奥赖松所属的省级选区为奥赖松县。

## 交通
上普罗旺斯阿尔卑斯省省道D4线、D4B线、D12线和D904线在境内交汇。

## 人口

1962-2008年间奥赖松人口变化图示

奥赖松于2022年1月1日时的人口数量为6042人。